# Барбот де Марни, Николай Павлович
Николай Павлович Барбот де Марни (Барбот-де-Марни; 31 января [12 февраля] 1829, Пермская губерния — 4 [16] апреля 1877, Вена) — русский горный инженер, профессор, почётный доктор геологии Петербургского горного института (1866).

## Биография
Родился 31 января (12 февраля) 1829 года (по другим данным — 1831 или 1832 года) в Пермской губернии в семье горного офицера, выходца из Франции.
Обучался в Петербургском институте корпуса горных инженеров, окончив его в 1852 году с малой золотой медалью и получив звание инженера-поручика. Самостоятельные геологические разыскания начал в Тульской губернии, под руководством геолога Пандера.
В 1853 году был переведён на Урал, где принял участие в геологической экспедиции Гофмана и Гринвальда, имевшей целью геологическую съёмку казённых горных округов.
В 1860—1862 годах Н. Барбот-де-Марни был руководителем большой манычской экспедиции и получил золотую медаль за геологическо-географическое исследование калмыцкой степи от Русского Императорского Географического общества, в «Записках» которого и была напечатана его работа.
В 1862 году отправлен за границу, где изучал геологические явления в Германии, Бельгии и Франции и собирал сведения о геологических музеях. По возвращении из заграницы был приглашён на работу преподавателем геологии и геогнозии в горный институт, а в 1866 году — профессором.
Умер 4 (16) апреля 1877 года в Вене во время поездки за границу на лечение, похоронен в Петербурге на Смоленском православном кладбище (уч. 208, 2-я Горная дорожка).

### Семья
Сыновья:
- Барбот де Марни, Николай Николаевич (14.03.1863—1895) — родился в Париже, русский горный инженер, изучал геологию Кавказа.
- Барбот де Марни, Евгений Николаевич (1868—1939) — геолог, горный инженер, исследователь открытого способа разработки месторождений полезных ископаемых, крупнейший специалист по золотым и платиновым месторождениям России и СССР, профессор.

Правнучка — известная советская и российская актриса театра и кино — Наталья Варлей.

## Научная деятельность
Проводил геологические исследования в ряде районов империи, работал на Украине (Галиции, Волыни, Подолии), исследовал Херсонскую, Курскую, Харьковскую, Екатеринославскую, Киевскую, Рязанскую, Воронежскую, Симбирскую, Саратовскую, Тамбовскую, Астраханскую, Пермскую и часть Вологодской и Архангельской губерний.
Наиболее важные по результатам работы — в 1864 году в северных губерниях, где изучал пермские отложения, в 1874 году в Калмыцкой степи, в составе амударьинской экспедиции Русского Географического общества, по результатам которой доказал, что из осадочных формаций в районе Арало-Каспия главное место принадлежит меловой, а не третичной системе, и в 1876 году — на линии оренбургской железной дороги.
Выполнил первое научное геологическое описание железных руд Криворожского месторождения.
Занимался также изучением угольных месторождений Подмосковья.
Ещё студентом горного института он печатал в «Горном Журнале» и «Северной Пчеле» статьи об успехах геологических знаний. По окончании института он постоянно печатался в «Записках СПб. Минералогического общества», в «Трудах СПб. общества естествоиспытателей».
Учёно-литературная деятельность Барбота-де-Марни началась очень рано (куда вошли и «Геологические исследования, произведённые в 1870 г.» в Рязанской и Тульской губерниях и имеющие большой палеонтологический интерес), в изданиях Русского Географического общества, в немецких геологических изданиях, но больше всего он поместил статей и заметок в «Горном Журнале».
Николай Барбот-де-Марни был почётным членом многих учёных обществ, почётным доктором геологии СПб университета, и председателем отделения минералогии и геологии общества естествоиспытателей при СПб университете.